# Syndrome lymphœdème-distichiasis
Le syndrome lymphœdème-distichiasis est une maladie génétique associant un lymphœdème et un distichiasis. Le lymphœdème apparaît à la fin de l'enfance ou à l'adolescence. Il se situe au membre inférieur et est souvent asymétrique. L'importance du lymphœdème varie au sein de la même famille. Les garçons atteints par cette maladie ont des signes plus précoces avec des complications plus fréquentes.
Le distichiasis correspond à une deuxième rangée de cils surnuméraires au niveau des orifices des glandes de Meibomius. Cette anomalie de l'œil est retrouvée dans 94 % des cas. Les autres signes oculaires comprennent conjonctivite, irritation de la cornée et photophobie.
Les autres signes de la maladie sont une dilatation veineuse, des malformations cardiaques et un ptosis.
Environ 25 % des individus sont asymptomatiques.

## Sources
- (en) Sahar Mansour, Glen W Brice, Steve Jeffery, Peter Mortimer, Lymphedema-Distichiasis Syndrome In GeneTests: Medical Genetics Information Resource (database online). Copyright, University of Washington, Seattle. 1993-2005
- (fr) « Lymphœdème - distichiasis », Orphanet (Site des Maladies Orphelines)